# Santander (Colombia)
Santander es uno de los treinta y dos departamentos de la República de Colombia, con capital en Bucaramanga. Está ubicado al noreste del país, en la región andina. Con unos 2 280 908 habitantes en 2018 es el sexto departamento por población. Recibe su nombre en alusión a Francisco de Paula Santander, prócer de la independencia de la Nueva Granada.
Está conformado por 87 municipios y un Distrito Especial Estos entes territoriales se agrupan en siete provincias: Comunera, García Rovira, Guanentá, Metropolitana, Yariguíes, Soto Norte y Vélez.

## Historia
Una de las regiones de Colombia con mayor riqueza histórica es el departamento de Santander. Cuando llegaron los conquistadores del imperio español la región estaba habitada por varios pueblos indígenas, entre ellos, los yariguíes y agataes, que habitaban la región del Magdalena Medio, en el occidente del departamento; los guanes, que ocupaban la parte media de la cordillera oriental, los chitareros y los laches, las partes altas de las montañas del oriente del departamento; y los chipataes, en inmediaciones de la población de Chipatá. 
La población más antigua de Santander es Chipatá, la cual fue fundada en 1537 por Gonzalo Jiménez de Quesada. En Chipatá se oficializó la primera misa de toda la altiplanicie colombiana. Después los españoles se fundieron en una nueva "raza" (grupo étnico), con los escasos sobrevivientes de los pueblos guanes, chitareros, yariguíes, laches, agataes y chipataes exterminados por la viruela y otras enfermedades traídas por los colonos europeos. Con el paso de los años en el municipio de Socorro se protagonizó la Revolución de los Comuneros, origen de la independencia nacional del dominio español.
Con la república vinieron las luchas intestinas colombianas en donde los santandereanos siempre estuvieron presentes.
La industria y el comercio ha florecido por épocas y durante el siglo XIX, atraídos por la naciente explotación de la quina, la minería del oro y los yacimientos de petróleo en Barrancabermeja, se consolidó en el departamento de Santander una importante migración de ciudadanos alemanes, italianos, judíos, británicos, franceses, daneses, irlandeses y minorías relevantes de poblaciones provenientes de Asia y Oriente Medio que se instalaron en el departamento y contribuyeron a formar parte de la variada etnicidad del territorio, así como también algunas de las costumbres y características idiosincrásicas del pueblo santandereano.

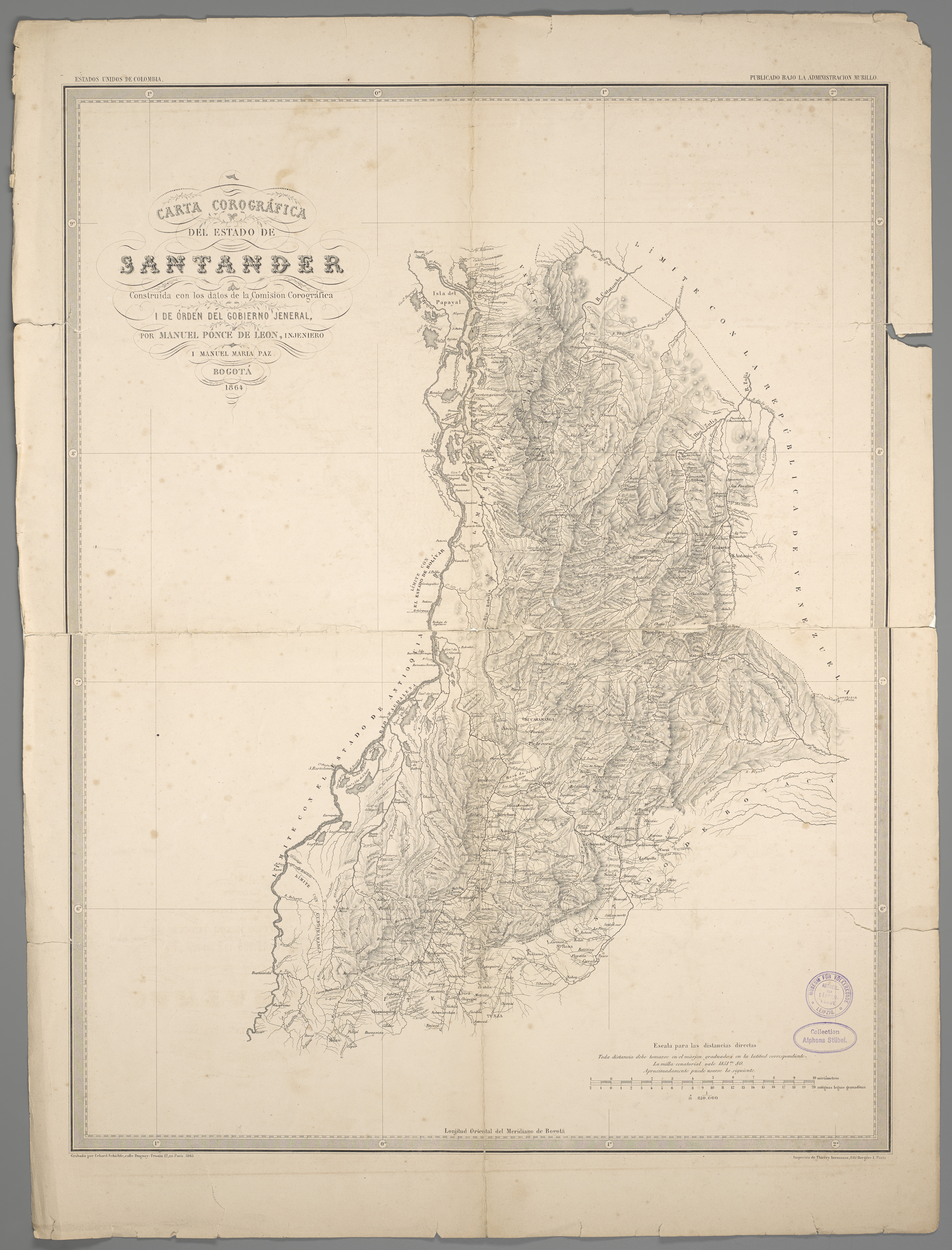
El Estado Soberano de Santander.

El presidente Mariano Ospina Rodríguez sancionó, el 13 de mayo de 1857, la ley aprobada en el Congreso de la Nueva Granada para crear el Estado federal de Santander con el territorio jurisdiccional que hasta entonces habían tenido las provincias de Socorro y Pamplona. El 15 de junio siguiente sancionó otra ley que creó otros cinco estados federales. Fue entonces cuando se agregaron al territorio del Estado Soberano de Santander los territorios del cantón de Vélez y los distritos de Ocaña. Con estas dos leyes comenzó la existencia de Santander como una de las entidades político-administrativas singulares de la nación colombiana. En 1862 se convirtió en estado soberano y en 1886 en departamento, para posteriormente ser creado el departamento de Norte de Santander en el año de 1910. Su primera capital fue Bucaramanga, por disposición de la Asamblea constituyente reunida en 1857, pero en 1862 otra asamblea trasladó la capital a Socorro. Sin embargo, desde 1886 Bucaramanga se convirtió de nuevo en la capital del departamento de Santander.
A principios del siglo XX, la historia de Santander estuvo fuertemente influenciada por la expansión ferroviaria, en particular por el Great Northern Railway of Colombia Ltd.; una empresa autónoma británica con la concesión para construir el ferrocarril de Puerto Wilches. Esta época estuvo marcada por la interacción entre el nacionalismo ferroviario y el imperialismo. Los intereses británicos en la expansión de la infraestructura ferroviaria enfrentaron desafíos debido a las corrientes políticas regionales y a factores económicos. Un evento significativo fue la interrupción de la expansión de la compañía ferroviaria británica debido a una disputa sobre bonos, lo cual provocó protestas que demostraron el apoyo local al desarrollo del ferrocarril. Estos incidentes subrayan la complejidad de la inversión extranjera y las dinámicas políticas locales en la configuración del paisaje económico e infraestructural de Santander durante este período.
Desde el 20 de julio de 1910, las provincias de Pamplona, Cúcuta y Ocaña conformaron un departamento nuevo en la república de Colombia, el denominado departamento de Norte de Santander, de tal modo que se generó un cambio en la estructura territorial de la república de Colombia y el actual departamento de Santander dio parte de su territorio para que se creara un nuevo departamento, por ello las antiguas jurisdicciones provinciales de Vélez, Comuneros, Guanentá, García Rovira y Soto junto con la naciente provincia de Mares, conformarían el nuevo espacio territorial del departamento de Santander, siendo la capital de la nueva provincia de Mares el municipio de Barrancabermeja; se conformó de facto en la primera década del siglo XX, a la par que la industria petrolera fue desarrollando el Magdalena Medio santandereano.
Santander ha tenido en su historia 33 presidentes del Estado y 65 gobernadores titulares, los 6 últimos por elección popular. De igual manera, en territorio santandereano han nacido cuatro ciudadanos que ocuparon la presidencia del país, como fueron el general Custodio García Rovira en 1814, el coronel Manuel Fernando Serrano Uribe en 1816, Aquileo Parra Gómez entre 1868 y 1870 y Ramón González Valencia entre el 3 de agosto de 1909 hasta el 7 de agosto de 1910.
En abril de 2019, en medio de la coyuntura por el Páramo de Santurbán y las reservas de oro, y bajo la ordenanza N.º 09 de 2019 se crean  subregiones en el departamento, denominándolas como las provincias administrativas y de planificación de Santander. En alusión al antiguo ordenamiento territorial que existió durante el siglo XIX, hasta la promulgación de la constitución de 1886. Se crea la principal subregión denominándola provincia bajo la denominación de Provincia Metropolitana, en donde se agrupan los municipios de Bucaramanga, El Playón, Floridablanca, Girón, Lebrija, Los Santos, Piedecuesta, Rionegro, Santa Bárbara y Zapatoca, que anteriormente hacían parte de otras provincias. Debido a esto, se crea la nueva subregión denominada provincia de Soto Norte, agregando a su antigua denominación Soto, la palabra Norte,  quedando conformada por los municipios de California, Charta, Matanza, Suratá y Vetas. Desvinculando a Bucaramanga de la relación histórica con estos municipios y la historia económica en la producción minera de la región, ubicando a Bucaramanga en la nueva provincia denominada provincia Metropolitana. Para el caso de Tona, por decisión del municipio, se incluye tanto en la provincia Metropolitana como en la de Soto Norte.

## Organización territorial
Santander está dividido en 87 municipios, es uno de los departamentos que más ha procurado una conformación descentralizada por lo cual se organiza en siete subregiones provinciales: Comunera, García Rovira, Guanentá, Metropolitana, Yariguíes, Soto Norte y Vélez.

## Geografía

### Límites
Santander está delimitado por los siguientes municipios:
| Noroeste: Bolívar (Río Magdalena)         | Norte: Cesar (Río Lebrija)                              | Nordeste: Norte de Santander (Paramo de Santurban) |
| Oeste: Antioquia (Río Magdalena)          |                                                         | Este: Límite entre Norte de Santander y Boyacá     |
| Suroeste: Boyacá (Ríos Ermitaño y Minero) | Sur: Boyacá (Ríos Suárez, Huertas, Chicamocha y Nevado) | Sureste: Boyacá                                    |

### Características

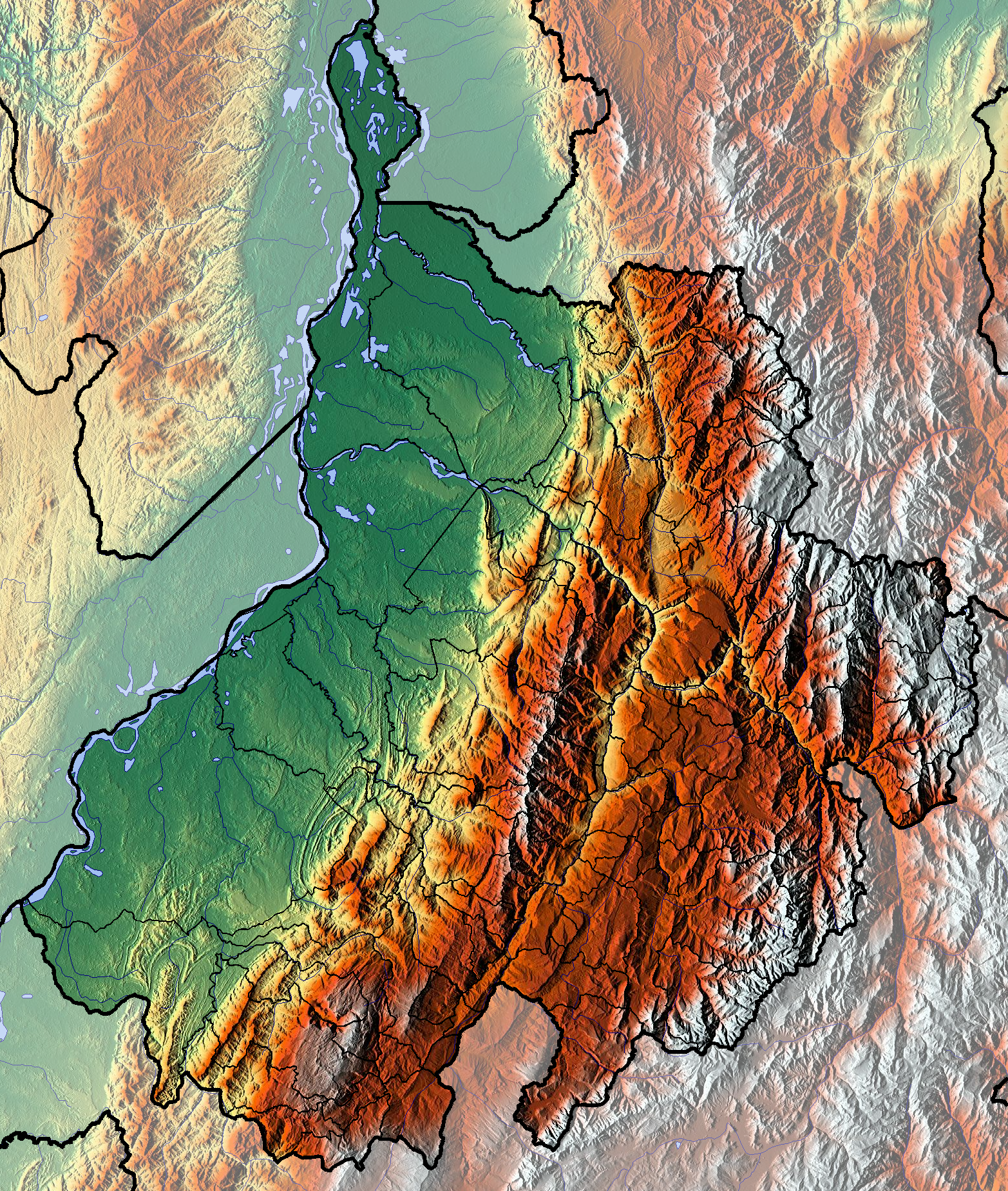
Mapa físico de Santander.

Santander ocupa en el país el cuarto lugar después de Valle del Cauca, por su importancia poblacional y económica. Cuenta con 87 municipios y ocupa el 2,7% del territorio nacional. Con 30 537 km², su área puede compararse con la superficie de Bélgica.
Las mesetas, extensiones planas grandes dentro del sistema montañoso, son: Bucaramanga, Ruitoque en Floridablanca, Girón y Piedecuesta, Berlín en Tona, Barichara, Plan de Armas en el municipio de Santa Helena del Opón y la Mesa de Jéridas o de Los Santos en los municipios de Piedecuesta y Los Santos respectivamente.
En la jurisdicción de Rionegro, sitio Galápagos, a pocos kilómetros de Bucaramanga, se encuentra el volcán más grande que hay en Santander. Está apagado y se le conoce como "El León de América". En el pasado lejano fue uno de los más violentos de que se tenga historia. El volcán de La Teta en Matanza, le sigue en importancia.
Separadas del cuerpo de la cordillera, al centro del departamento, está un conjunto de montañas de mediana elevación, la Serranía de los Yariguíes. Comprende sectores de los municipios de Zapatoca, Betulia, Galán, El Hato, Palmar, Simacota, Palmas del Socorro, Chima, Contratación, El Guacamayo, Guadalupe, San Vicente de Chucurí y El Carmen de Chucurí. La Cuchilla del Río Minero al sur del departamento corresponde a los municipios de La Belleza, Florián, Sucre y Bolívar.
La mayor parte de los ríos y quebradas son afluentes del Río Magdalena. Este corre de sur a norte por el costado occidental de su geografía en una longitud de 289 km.
La región del Magdalena Medio es rica en ciénagas en donde se explota pescado y son aptas para la práctica de deportes acuáticos. Las más importantes son: San Silvestre, Opón, El Tigre, El Llanito y Chucurí en Barrancabermeja, la de Paredes en Sabana de Torres; la Torcoroma, Yarirí y la Doncella en Puerto Wilches. Todas están ubicadas a una altitud promedio de 200 m s. n. m.

## Demografía
| Evolución de la población del departamento de Santander (1912-2025)       |
|                                                                           |
| Población según censo. Población según proyección.Fuente: Statoids. DANE. |

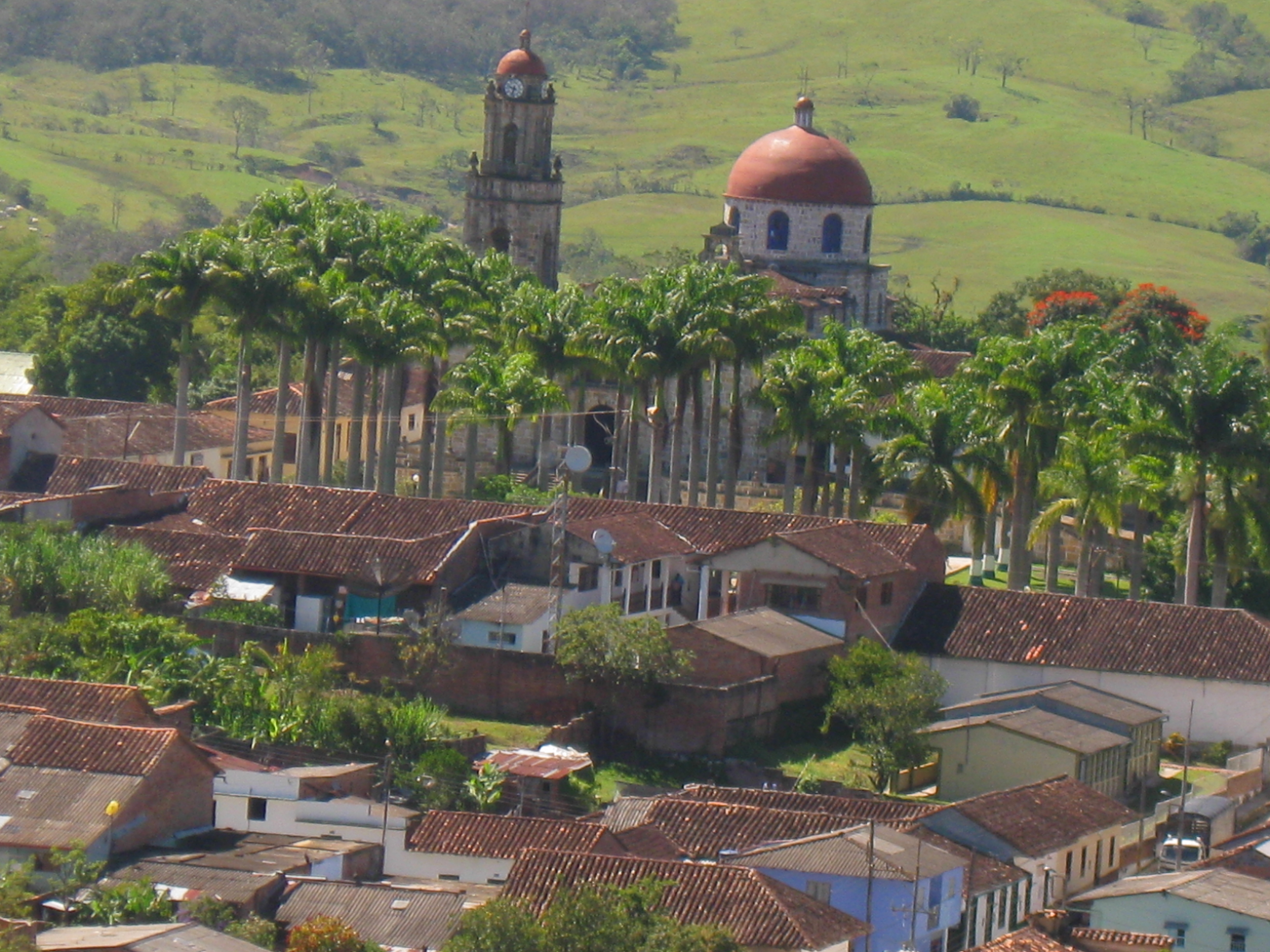
Panorámica de Guadalupe.

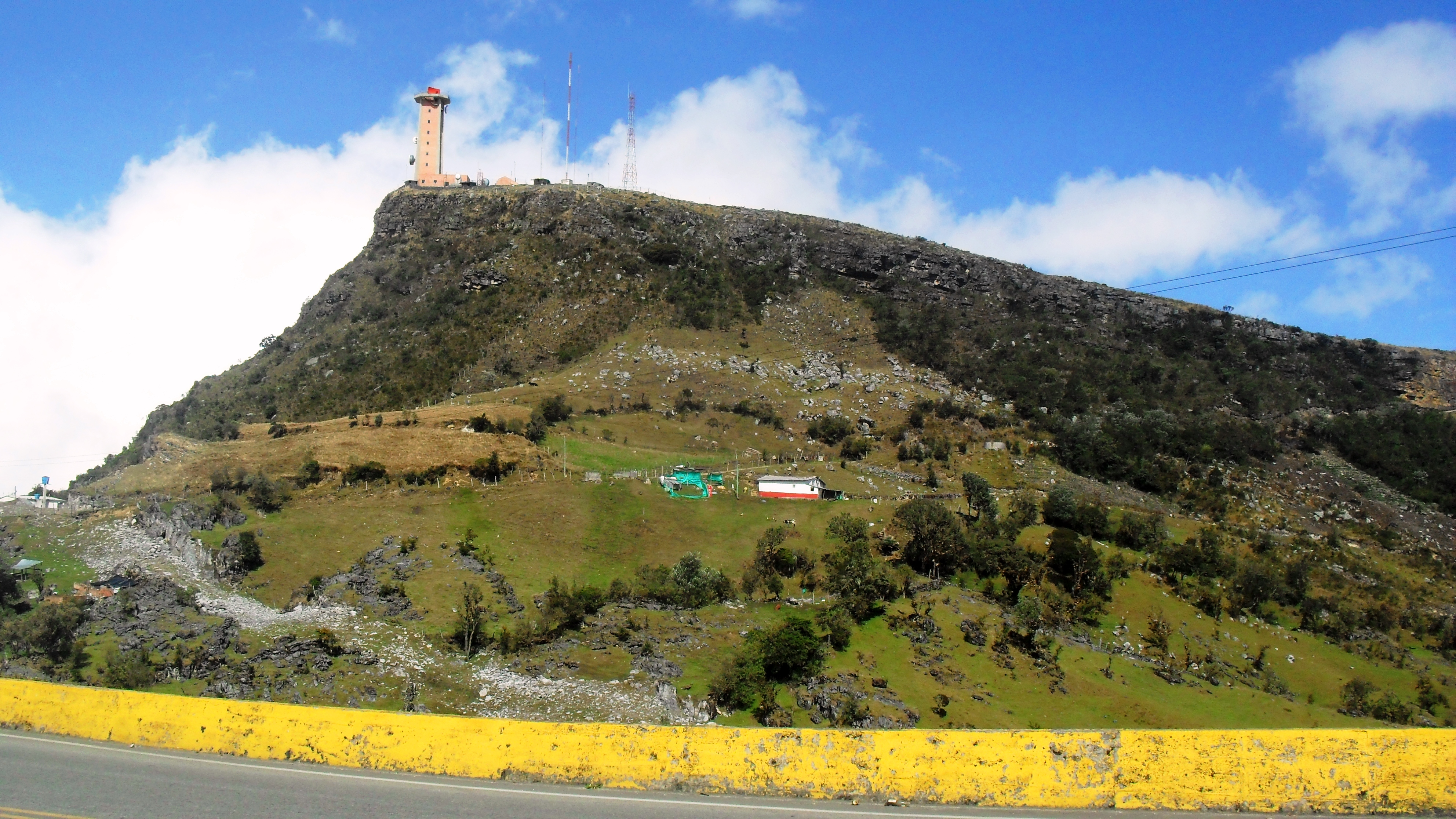
Páramo el Picacho en inmediaciones del corregimiento de Berlín.

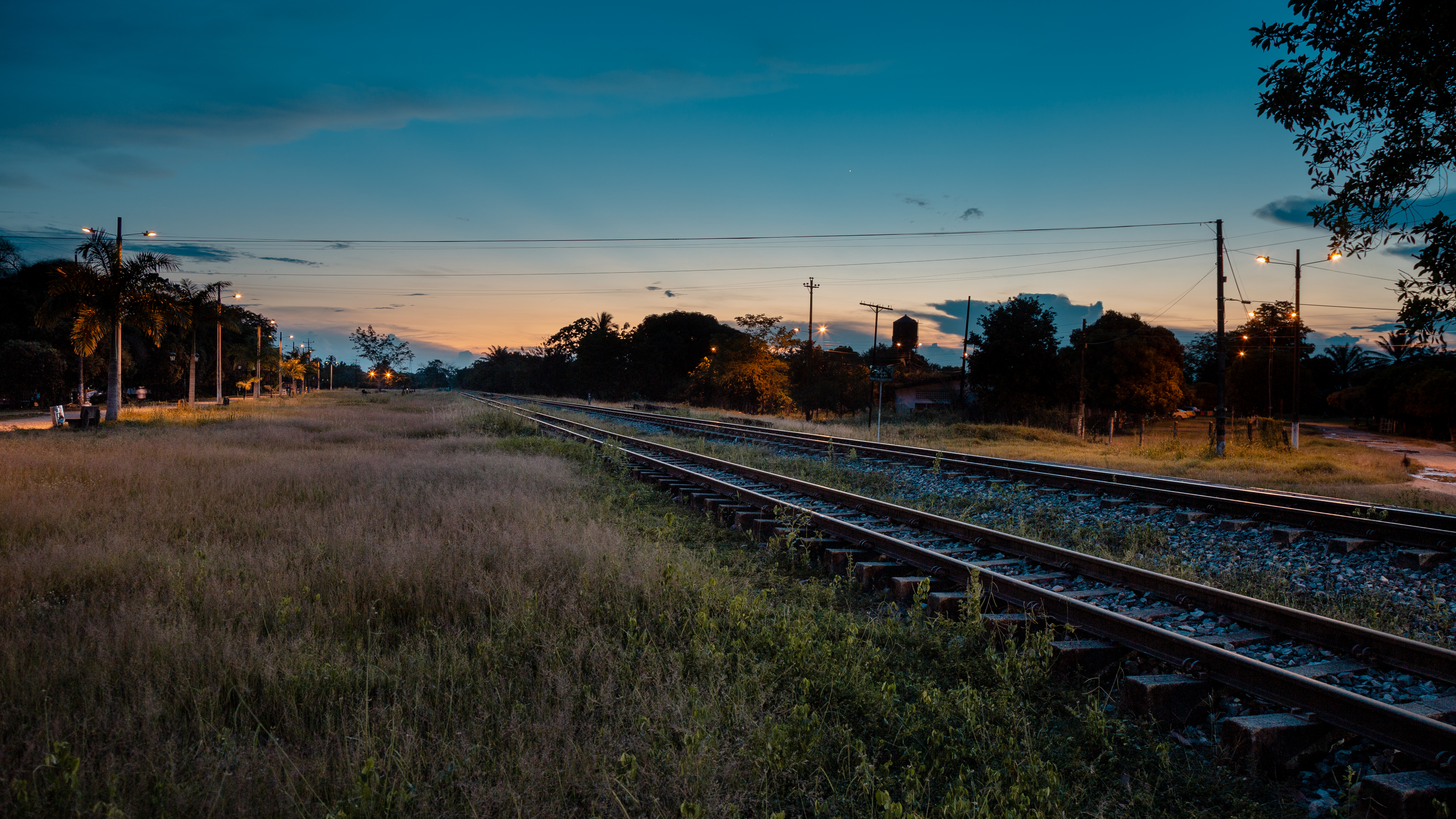
Estación Carare de Puerto Parra.

De acuerdo al censo de 2005 (datos en proceso de consolidación), el departamento posee 2.158.000 habitantes, de los cuales 971.000 son hombres y 987.000 son mujeres, de ellos 752.000 menores de edad. El 75% vive en el área metropolitana. La dedicación básica del santandereano es la agricultura, ganadería, comercio, minería y servicios.
El 63% de los municipios santandereanos tiene menos de 10 mil habitantes y su predominio es la economía campesina, topografía bastante quebrada ya que están ubicados en la zona cordillerana.
Solo cinco municipios superan los 100.000 habitantes: Bucaramanga, Floridablanca, Barrancabermeja, Girón y Piedecuesta. En su mayoría son de vocación urbana con alrededor del 80% de su población concentrada en área urbana.
278.054 habitantes viven en la pobreza y 91.071 en la miseria, el resto tiene condiciones buenas o muy buenas.
La más baja calidad de vida está en García Rovira. Casi ninguna propiedad rural llega o pasa de 10 hectáreas . La más alta calidad de vida está en el Área Metropolitana de Bucaramanga, la segunda a nivel nacional después de Bogotá.

### Etnografía
- Mestizos y Blancos: (97,72%)
- Afros; afrodescendientes, afrocolombianos: (2,15%)
- Indígenas o Amerindios: (0,12%)
- Gitanos: (0,01%).

Al territorio que se conoce hoy como Santander llegaron los conquistadores/colonos españoles desde comienzos del siglo XV. La gran mayoría de estos provenían de regiones del centro y el norte de España como Castilla, Navarra, Aragón, Galicia, Cantabria, La Rioja, Asturias, Valencia, Madrid, Cataluña y País Vasco; siendo Santander una zona de influencia mayoritariamente española septentrional, aunque en magnitud diversa también igualmente de la entonces España meridional, esencialmente Andalucía, Canarias,  Murcia y Extremadura. Antes de la llegada de los españoles el territorio estaba habitado por los pueblos indígenas guanes, los agataes, los chipataes, los yariguíes, los chitareros y los laches. Estos pueblos indígenas en comparación con los del altiplano cundiboyacense según se conoce, eran de piel más clara, de mayor altura física y menores en número, lo cual sumado a los desplazamientos y enfermedades contraídas de los colonos españoles, provocó un descenso dramático de su población a finales del siglo XVI y comienzos del XVII, llevando a su extinción casi absoluta.
Igualmente, durante la república liberal de mediados del siglo XIX se presentó una importante migración de ciudadanos alemanes, italianos, judíos, británicos, franceses, daneses, irlandeses y minorías significativas de poblaciones provenientes de Asia y Oriente Medio al denominado entonces Estado Soberano de Santander, sustancialmente a las poblaciones de El Socorro, San Gil, Zapatoca, Barichara, Bucaramanga y Barrancabermeja, que se mezclaron con la población local; con lo cual la gran mayoría de ciudadanos santandereanos son trigueños (mestizos) como  población blanca, y en diversa medida poblaciones afro; afrodescendiente, en su mayoría afrocolombianos/as, así como afros originarios de otros países tanto de América como del  globo en general; al igual que minorías destacadas de poblaciones amerindia y  gitana respectivamente; que en su conjunto conforman la totalidad de la variada composición étnica de las ciudadanías habitantes y provenientes del departamento de Santander.
Al igual que la región cundiboyacense, Santander siempre se caracterizó por la casi inexistencia de grandes latifundios o haciendas que justificaran la compra masiva de africanos esclavizados, lo cual explica la presencia lacónica de comunidades afro en el departamento.
Actualmente, debido al auge de Bucaramanga como centro educativo y empresarial, y de Barrancabermeja como polo industrial, se ha dado una migración de ciudadanos provenientes de varias zonas del país, especialmente de la Costa Atlántica y los Llanos Orientales del país, que ha venido configurando una nueva composición sociocultural etnográfica del departamento.
Las principales ciudades del departamento según el censo de 2005 proyectadas para 2016 son:

### Inmigración
El más reciente censo general de la nación, realizado por el Departamento Administrativo Nacional de Estadística de Colombia (DANE), presenta los siguientes resultados acerca del país de nacimiento de los habitantes del departamento de Santander:
| N.º        | País           | Población |
| ---------- | -------------- | --------- |
| 1          | Venezuela      | 108 614   |
| 2          | España         | 535       |
| 3          | Estados Unidos | 436       |
| 4          | Ecuador        | 255       |
| 5          | México         | 178       |
| 6          | Perú           | 164       |
| 7          | Argentina      | 155       |
| 8          | Chile          | 130       |
| 9          | Italia         | 106       |
| 10         | Brasil         | 91        |
| No informa | No informa     | 573       |
| Otros      | Otros          | 1 043     |
| Total      | Total          | 112 280   |

### Inmigración europea
"La masiva llegada de inmigrantes británicos, franceses e italianos a Venezuela en 1830, y 10 años más tarde de alemanes, especialmente a Maracaibo, quienes se dedicaban principalmente al comercio, fue generando que poco a poco se expandieran las colonias a Cúcuta y, para mediados de 1850, llegaran a Bucaramanga".
Actualmente en el departamento se tienen registro de 24 apellidos ingleses, 27 judíos, 17 franceses, 39 italianos.
"En el siglo XIX una amplia colonia del Imperio Alemán se asentó en Santander, siendo Geo von Lengerke uno de los hombres más recordados y de mayor influencia en el departamento por sus aportes comerciales, financieros e industriales principalmente en Zapatoca, Girón, Socorro y Bucaramanga. Pero este apellido no fue el único, también, los Sreithorst, Humboldt, Stünkel, Hederich, Lülle, Müller, Hakspiel, Schneider, Valek; así como aproximadamente otros 72 de los que se tiene registro".

## Economía
La economía del departamento de Santander durante la primera mitad del siglo XX se caracterizó por su vocación a la producción agrícola. Sin embargo con los procesos de desarrollo económico desarrollados a partir del gobierno de Eduardo Santos en los años treinta, se propuso en Santander generar un proceso de industrialización.
Entre las economías regionales colombianas, la de Santander es una de las que está creciendo a un ritmo más acelerado. Su participación en el total del PIB nacional se incrementó en más de un punto porcentual entre 1990 y 2005, al pasar del 5,06% al 6,39%. En la actualidad, ocupa el cuarto lugar con el 8.4% del PIB entre los departamentos colombianos por el tamaño de su economía, superando a Cundinamarca y Atlántico.
Tiene además uno de los ingresos per cápita más altos del país, mayor al de Bogotá, Antioquia y Valle del Cauca.
- Turismo: Gracias a sus variados atractivos naturales y a su oferta de aventura y diversión, la industria del turismo ha tenido un impulso enorme en el siglo XXI con atractivos como PANACHI (parque nacional del Chicamocha) localizado sobre el Cañón del Chicamocha, una de las maravillas naturales de Colombia, contando con el teleférico más largo de Sudamérica. Bajo el eslogan "Santander Tierra de Aventura", el departamento promociona deportes de aventura como el canotaje en los ríos Fonce, Suárez y Chicamocha; también ofrece espeleología en cuevas como El Indio, El Yeso y El Nitro, además de torrentismo, caminatas, y cabalgatas por bosques y cascadas, también de observación de aves en el Hoyo de los Pájaros. Se ofrece adicionalmente turismo religioso con la Semana Santa de Piedecuesta, considerada una de las más importantes del país, y el municipio del Páramo con el Santuario de la Virgen de la Salud, donde los feligreses oran ante la imagen de la Virgen, buscando intersección y curación a males propios y de seres queridos. Por último, hay poblaciones con edificaciones y cabeceras municipales antiguas como Girón, Socorro, Barichara y San Gil, considerados Monumentos Nacionales, y otras como Oiba, llamado el "Pueblito Pesebre de Colombia", porque sus habitantes montan representaciones de pesebres por sus calles empedradas en Navidad.

- Agricultura: El departamento es el primer productor nacional de tabaco negro, tabaco rubio, cacao, limón de Tahití y yuca. Ocupa el segundo lugar en producción avícola (huevos y carne de pollo) después de Cundinamarca, y es el sexto departamento con mayor población de ganado bovino.

También son importantes los cultivos de café, palma, y frutas: (patilla, piña, mandarina, naranja).
- - Agroindustrias: Avicultura, Capricultura, Apicultura, Cunicultura, Ganadería.
  - Minería; En Santander, hacia el oriente del territorio, hay abundancia de yacimientos (afloramiento) de minerales metálicos de origen ígneo-metamórfico (Oro, plata), debido al tipo de roca; durante varios años, buena parte de la extracción de oro fue hecha de manera ilegal por mineros informales, sin permisos ni títulos mineros hasta 2014[21] acreditando mineras como Minera California S.A, La Elsy Ltda o Minesa (Sociedad Minera de Santander).[22] Claro está que también hay yacimientos, en menor proporción, de minerales no metálicos (radiactivos) por cuanto los estratos geológicos se presentan de manera desordenada.

En el centro y occidente se concentran yacimientos de minerales no metálicos de origen sedimentario y también algunos afloramientos de rocas ígneas (municipios de Bolívar y Sucre).
En el Valle del Magdalena, sobre terrenos sedimentarlos, terciarios y cuaternarios, se encuentran los yacimientos de petróleo y carbón.
- - Petróleo: Barrancabermeja es la ciudad que concentra la industria de refinación de petróleo y derivados en Colombia.
  - Oro: En el departamento existen varias zonas que cuentan con recursos auríferos como: Vetas, Suratá y California; la explotación del oro en Santander está medida por la intervención de empresas extranjeras para su extracción y explotación. Históricamente la explotación de oro en Santander ha conformado expectativas de riqueza para la región pero ésta nunca se ha traducido en beneficios reales y tangibles para la comunidad en general por los factores de minería ilegal mencionados anteriormente. Por otro lado, la inversión extranjera pretende innovar en la región invirtiendo en tecnología, con el fin de no usar químicos como el cianuro o el mercurio.[23]
  - Energía eléctrica: Aunque la producción de energía eléctrica en el departamento viene realizándose desde finales del siglo XIX, este sector empezó su explotación a gran escala con el megaproyecto energético de la Hidroeléctrica del Río Sogamoso (Hidrosogamoso) y ya se tienen proyectadas otras cuatro (4) centrales hidroeléctricas pequeñas en el departamento (San Bartolomé y Oibita en el municipio de Oiba, Santa Rosa en el municipio de Suaita y la Hidroeléctrica Piedra del Sol en el Río Fonce, entre los municipios de San Gil y Pinchote).[24] Desde 1997 funciona la Central Térmica Termocentro en el municipio de Cimitarra.
- Industrias: Petroquímica, Metalmecánica y Avícola.

La industria presenta un desarrollo localizado en la zona que abarca el eje Bucaramanga - Girón -Piedecuesta, donde se encuentran las empresas vinculadas a alimentación, textiles, cemento, accesorios automotores, calzado, tabaco y la industria avícola, y la zona de Barrancabermeja que se dedica plenamente a la refinación de la mayor parte del petróleo que se consume en Colombia, además de la fabricación de los derivados de este combustible natural.
Igualmente se cuenta con dos grandes centros médicos especializados como la Fundación Cardiovascular de Colombia, la cual se encuentra entre las mejores del país y de Latinoamérica en el desarrollo de investigación, tratamientos y cirugías vasculares.

### Infraestructura
La red de carreteras de Santander está conformada por 1200 kilómetros de Red Primaria a cargo de la Nación de los cuales 800 kilómetros están pavimentados, 3.469 kilómetros de Carreteras Secundarias a cargo del departamento de las cuales 436 kilómetros están pavimentados y 6.181 kilómetros de Red Terciaria a cargo de los municipios, atendiendo las necesidades de la región. En total hay disponibilidad de 10.850 kilómetros.

Santander cuenta con un total de 12 aeropuertos o aeródromos en igual cantidad de municipios del departamento. El mayor y más importante aeropuerto está ubicado en el municipio de Lebrija, situado a 30 minutos de Bucaramanga vía terrestre y se denomina "Palonegro". Sirve al área metropolitana de Bucaramanga y es de carácter internacional, moviendo entre 50.000 y 300.000 pasajeros por mes. Uno de los mejores del país, de gran actividad en materia de carga y pasajeros. Empresas como Avianca, Copa Airlines, Latam Colombia, Satena, Easyfly y Spirit Airlines prestan sus servicios en esta terminal aérea. Tiene conexiones directas a Bogotá, Medellín, Cartagena, Santa Marta, Barranquilla, Cúcuta, Arauca, Saravena, Cali, Yopal y Villavicencio en el país, y fuera de este a Ciudad de Panamá, Fort Lauderdale y Miami, estos dos últimos en Estados Unidos. También realiza vuelos chárter de manera intermitente a Sabana de Torres, San Gil y Málaga por medio de empresas regionales. Otro aeropuerto de importancia es el aeropuerto Yariguies, de categoría C, en Barrancabermeja, que tiene línea directa con Bogotá y Medellín. Los demás son aeródromos que cuentan apenas con pista de aterrizaje para vuelos chárter o avionetas pequeñas, los más importantes para destacar son el aeropuerto Jerónimo de Aguayo de Málaga y el aeropuerto Los Pozos de San Gil, recientemente remodelado y en espera de comenzar vuelos directos de Bogotá y Medellín a San Gil y viceversa.
El transporte urbano en los municipios es de calidad media, sólo algunos cuentan con este servicio. Los buses varían en su tamaño entre pequeños y medianos dependiendo del tamaño de la población, predominando modelos recientes o nuevos. Sin embargo, se ven sobrepasados rápidamente en las horas pico. La mejor alternativa es transportarse en taxi, en los municipios donde circula este servicio. Hace 5 años entró en funcionamiento en el área metropolitana de Bucaramanga el Metrolínea, que es un sistema de transporte masivo similar al Transmilenio de Bogotá. En los municipios donde no existe el transporte público puede acceder a contratar un vehículo particular o un servicio de mototaxi.

## Educación
El departamento en sus diversos municipios, cuenta con acceso a educación en sus distintos niveles, existiendo diferencias notables en la calidad en la mayoría de ellos, variando de municipio en municipio. El proceso de descentralización de los distintos niveles de formación se ha adelantado paulatinamente, llevando mejoras a municipios pequeños y apartados.
Santander es un centro de educación destacado a nivel nacional ya que cuenta con varias universidades importantes con sedes en varias poblaciones aparte de la capital departamental y año tras año ubica muchas de sus instituciones de educación básica y media, tanto privadas como públicas en posiciones destacadas en las pruebas de Estado.
La educación en Santander a grandes rasgos tiene una buena calidad si se le compara con el resto del país, siendo la principal fortaleza la educación media.
Las universidades destacadas por ser de origen del departamento de Santander son:
- Universidad Industrial de Santander - UIS
- Universidad Autónoma de Bucaramanga - UNAB
- Universidad de Santander - UDES
- Unidades Tecnológicas de Santander - UTS
- Universidad de Investigación y Desarrollo - UDI
- Fundación Universitaria Comfenalco - UNC
- Universidad de la Paz - UNIPAZ (Barrancabermeja)
- Fundación Universitaria de San Gil - UNISANGIL
- Corporación Universitaria de Ciencia y Desarrollo - UNICIENCIA
- Tecnológica FITEC IES
- Corporación Interamericana de Educación Superior - CORPOCIDES

Universidades que no son del departamento y que tienen sedes en este:
- Universidad Santo Tomás - USTA (Sedes Bucaramanga y Floridablanca)
- Universidad Pontificia Bolivariana - UPB (Sede Bucaramanga)
- Universidad Manuela Beltrán - UMB (Sede Bucaramanga)
- Universidad Libre - UNILIBRE (Sede Socorro)
- Universidad Cooperativa de Colombia - UCC (Sedes Bucaramanga y Barrancabermeja)
- Universidad Antonio Nariño - UAN (Sede Bucaramanga)
- Corporación Universitaria Remington - UNIREMINGTON (Sedes Bucaramanga y San Gil, en esta última en alianza con Corpocides)
- Universidad Nacional Abierta y a Distancia - UNAD (Sedes Bucaramanga, Barrancabermeja, Málaga y Vélez)
- Escuela Superior de Administración Pública - ESAP (Sede Bucaramanga)
- EDUPOL S.A.S. (Sedes Barrancabermeja, Málaga, Sabana de Torres y San Vicente de Chucurí)
- Servicio Nacional de Aprendizaje - SENA (Sedes Bucaramanga, Floridablanca, Girón, Piedecuesta, Barrancabermeja, San Gil, Málaga y Barbosa)

## Religión

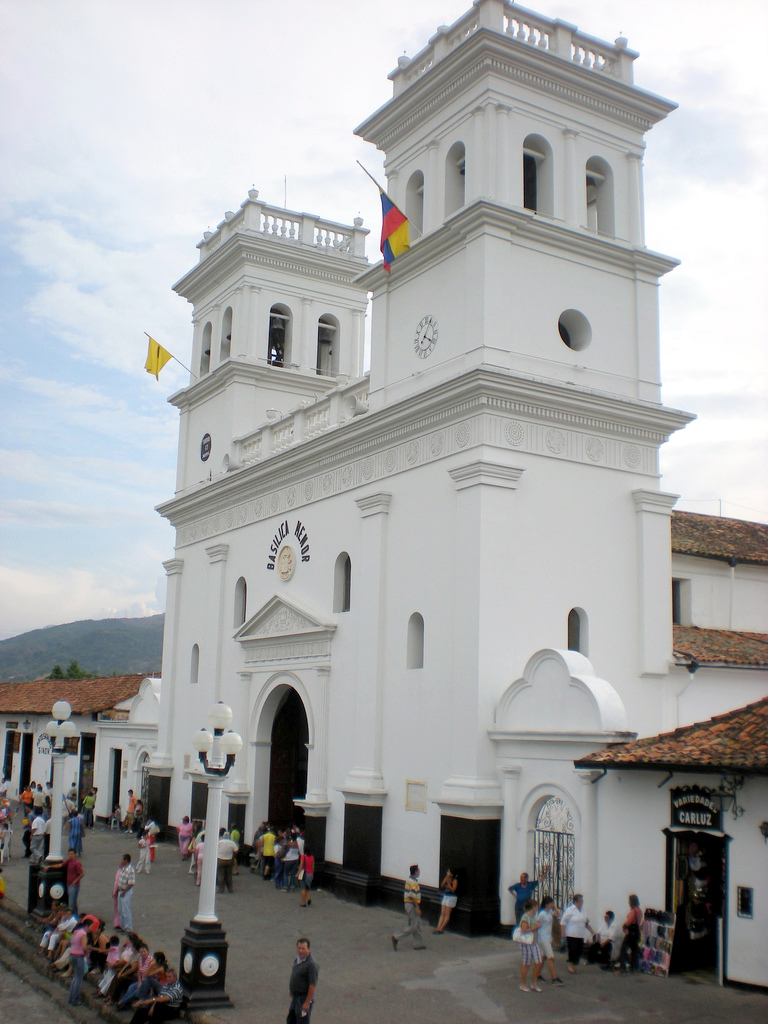
Basílica Menor de San Juan Bautista, fundada en 1636 es el recinto religioso cristiano más antiguo del departamento.

En el departamento de Santander el 95% de la población culturalmente se considera dentro del Cristianismo, dentro de ese 95%, un 90% son católicos y el porcentaje excedente se subdivide entre distintas denominaciones tales como: evangélicos, pentecostales, testigos de Jehová, adventistas y mormones. El restante 5% lo componen agnósticos, musulmanes, judíos, hinduistas, budistas, gnósticos y ateos.

## Deportes
Santander posee representación deportiva en los principales deportes de Colombia, destacándose el levantamiento de pesas, el yudo, el patinaje y el atletismo. También se destaca en el canotaje a nivel departamental y nacional.
En el fútbol profesional, entre los principales clubes se encuentran: el Atlético Bucaramanga, club histórico de Colombia y miembro fundador de la Dimayor, que actualmente juega la primera división, y el Real Santander de Piedecuesta, que juega el torneo de segunda división.
El Alianza Petrolera, del distrito de Barrancabermeja, fundado el 24 de octubre de 1990, jugó la Primera División desde el año 2013 hasta el 16 de enero de 2024, fecha en la cual hacía oficial su desaparición, al ser sustituido por el Alianza FC, trasladando su sede a la ciudad de Valledupar.
En el baloncesto profesional se tiene al equipo Búcaros de Santander, antes llamado "Barrancabermeja Ciudad Futuro" y antes conocido como "Leopardos", el cual participa desde hace muchos años en la Liga Profesional de Baloncesto, siendo el equipo que más veces se ha coronado campeón en Colombia (6 veces).
En el fútbol de salón, deporte muy arraigado en este departamento, tuvo como representante al Bucaramanga FSC, el cual, fue el primer campeón del Torneo Profesional de Microfutbol en Colombia. Tuvo dos representantes que participaron en el torneo durante varios años: Taz Santander de Bucaramanga (que ganó dos títulos profesionales en el año 2016) y Barrancabermeja Ciudad Futuro (que le diera al departamento el primer título profesional a nivel internacional, ganando en 2014 el Copa de las Américas). Actualmente, sus representantes son: Independiente Santander en la rama masculina y Real Bumanguesas en la rama Femenina, ambos de Bucaramanga.
En el fútbol sala participa con el  Real Bucaramanga en la Liga Colombiana de Fútbol Sala, que a pesar del poco tiempo que lleva activo (desde el año 2010), ya ha ganado la Copa Libertadores de fútbol sala 2015, su primer torneo internacional, y la Copa Libertadores de fútbol sala Zona Norte, además de 3 ligas nacionales.
La representación departamental en el levantamiento de pesas y en el patinaje también es destacable, con deportistas como William Solís (campeón mundial juvenil), Sergio Rada (campeón en los Juegos Nacionales), Mercedes Pérez (Campeona mundial juvenil), Pedro Leonardo Becerra (campeón nacional), Silvia Natalia Niño (campeona nacional) y Lady Alvarado (campeona mundial), entre otros atletas que han logrado varias medallas a nivel nacional, sudamericano, panamericano y mundial.

## Símbolos
Los símbolos de Santander incluyen su bandera, su escudo que contiene a José Antonio Galán, símbolo del carácter rebelde santandereano, intolerante a las injusticias, otro símbolo es la torre de petróleo y el amarillo del oro que recuerdan las riquezas del subsuelo de sus tierras, el verde de la biodiversidad y las montañas y el río que son referentes de su geografía, el himno el cual reza: ¡siempre adelante, ni un paso atrás!, y la hormiga, símbolo de la disciplina, esfuerzo y laboriosidad de sus gentes.

## Cultura

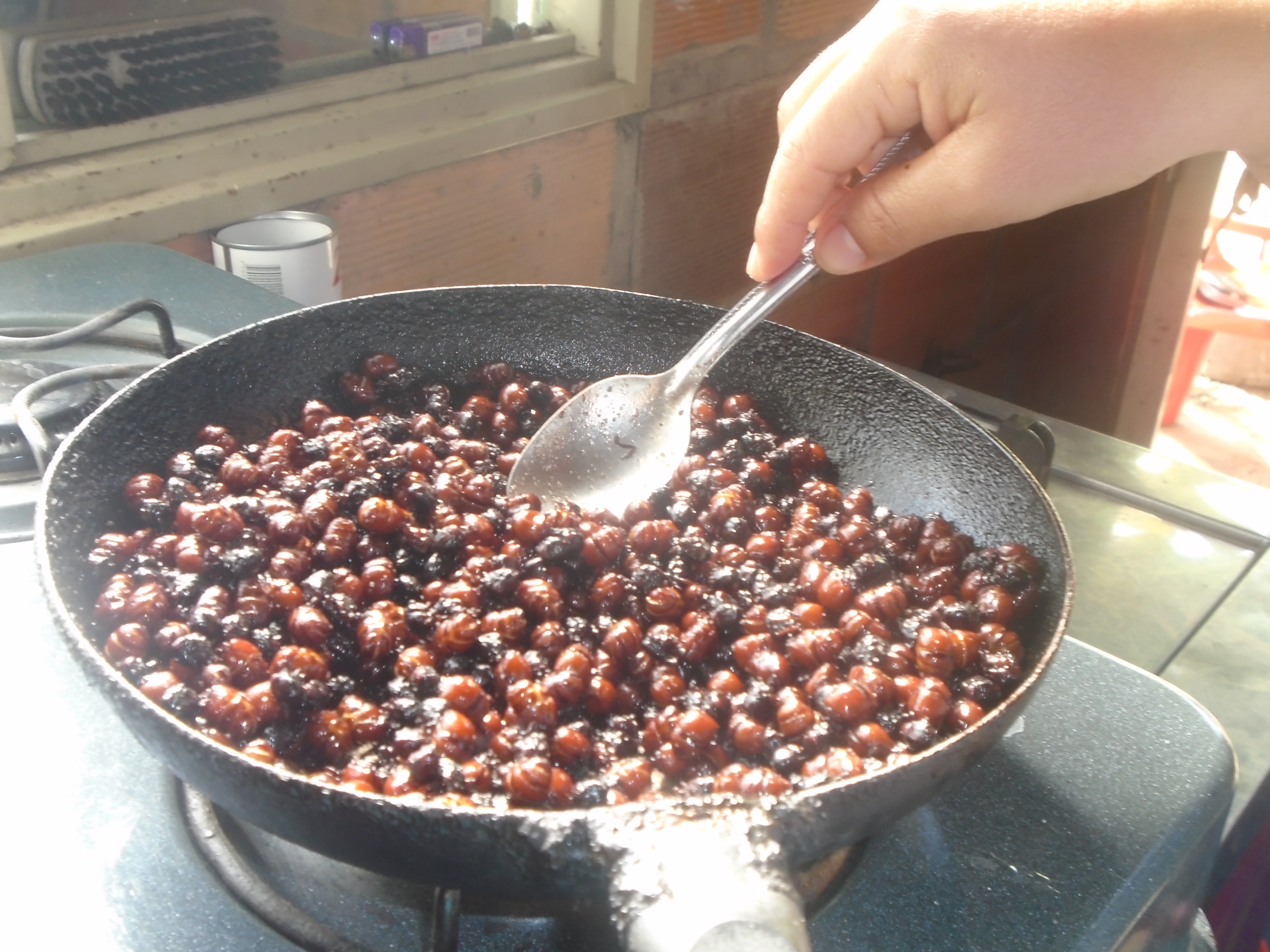
Una chef batiendo las Atta laevigata o hormigas culonas en una cacerola.

Las expresiones culturales en Santander son variadas y tienen un desarrollo diferenciado en los distintos municipios y subregiones del departamento.

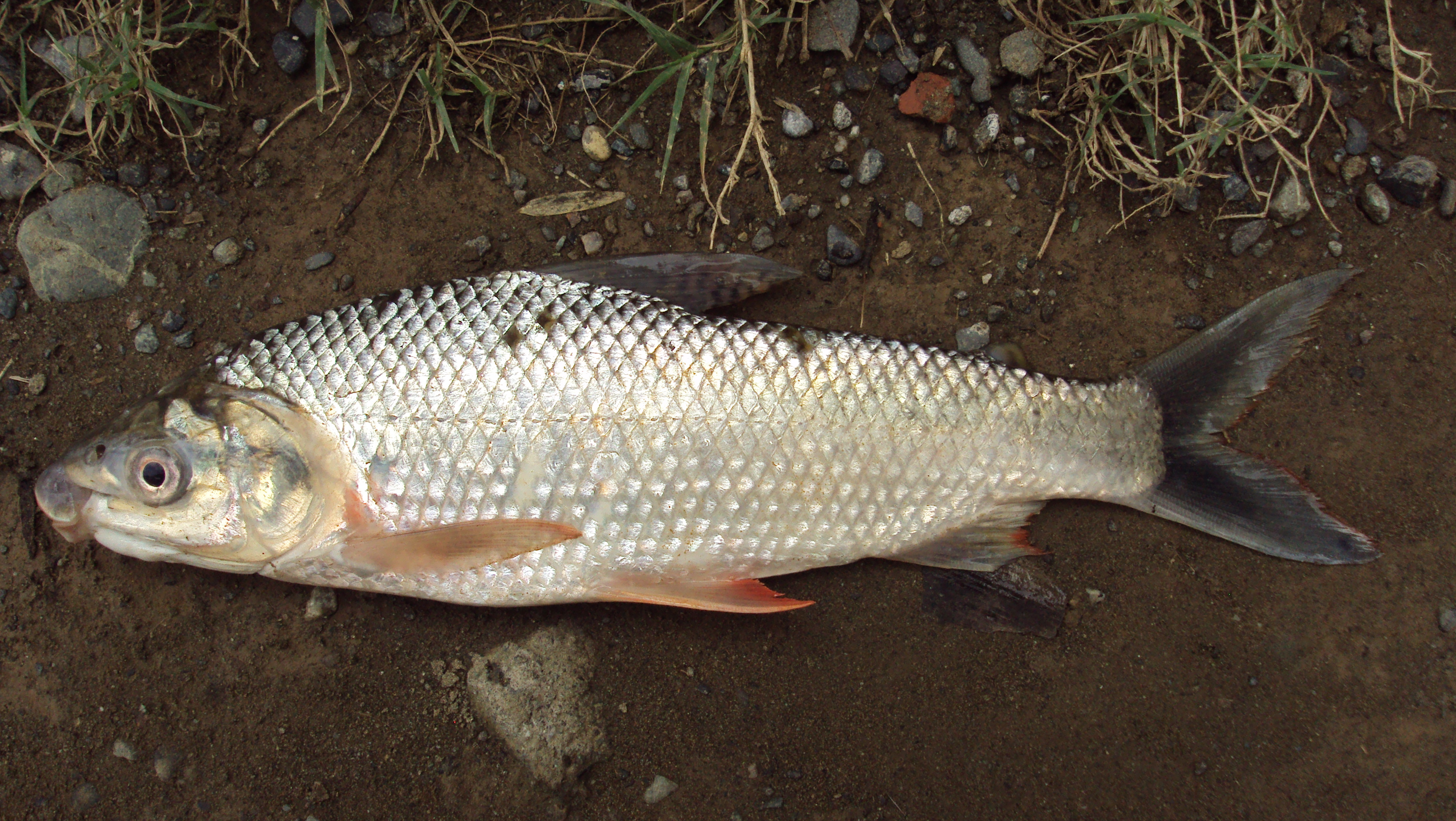
Prochilodus magdalenae o bocachico.

### Gastronomía
Hormigas culonas, mute, arepas, arepa de maíz pelao, tamales, cabrito, pepitoria, chicha, carne oreada, bocadillo veleño, etc. En la zona ribereña del río Magdalena, el pescado es el plato típico, entre los más apetecidos se encuentran el bocachico y el bagre.
La cultura santandereana ha sido permeada en los últimos años por olas migratorias de los departamentos vecinos, con lo cual la identidad cultural de la región ha ido en gran medida incorporando elementos de otras culturas regionales; algunas de las raíces que se conservan se encuentran en la gastronomía: arepa de maíz pelao' (hecha con maíz amarillo), carne oreada, mute (sopa hecha a base de maíz, callo y carne con verduras); bocadillo veleño (dulce de guayaba), obleas; hormigas culonas (costumbre heredada de la cultura indígena, que encontraban una fuente de proteínas en las hormigas gigantes); tamales santandereanos, hallacas o envueltos de mazorca; rellenas y morcillas.[cita requerida]

### Música
Las expresiones musicales típicas que se encuentran en Santander son la guabina, el torbellino, el bambuco, el pasillo, como géneros del folclor.
- Instrumento Musical: tiple y requinto
- Festivales: Festival de Música Andina y Sacra en San Gil. Festival de la Tigra en Piedecuesta. Festival de La Guabina y el Tiple en Vélez, ver: Folclore Veleño

En la parte musical, la guabina, el bambuco y el torbellino son géneros musicales que caracterizan al departamento y son expresión de la música folclórica.

### Ferias de interés
- Enero: Málaga, Ferias y fiestas del Oriente Colombiano; Rionegro, Festival del Río en Puerto Amor; Barbosa, Festival del Río Suárez; Curití, Ferias y Fiestas del Retorno; Zapatoca, Fiesta del Retorno.
- Febrero: San José de Miranda, Ferias y Fiestas de la Virgen de Los Remedios.
- Marzo: Lebrija, Festival de la Trova; Barrancabermeja, Festivales de Tambores.
- Abril: Bucaramanga, Día de la Santandereanidad.
- Mayo: Puente Nacional, Celebración de la Victoria Comunera.
- Julio: San Gil, Festival del Tiple y el Requinto; Lebrija, Feria y Reinado de la Piña; Tona, Ferias y Fiestas. San José de Miranda, Fiesta de la Gallina
- Agosto: Giron, Feria Tabacalera y Reinado Departamental del Turismo; Bucaramanga, Festival Internacional del Piano; Villanueva, Ferias y Fiestas del Retorno; Vélez, Festival Nacional de la Guabina y el Tiple y Feria Equina; Barrancabermeja, Reinado Nacional del Petróleo; Guaca, Ferias y Fiestas de la Virgen del Perpetuo Socorro, Capitanejo Ferias y fiestas en honor a San Bartolomé Apóstol.
- Septiembre: Bucaramanga, Feria Bonita y Feria Ganadera; Barichara, Festival de la Talla de Piedra.
- Octubre: Bucaramanga, Festival Iberoamericano de Cuenteros; San Gil, Feria Agropecuaria y Festival de Música de Cuerda. Piedecuesta, Festival de la Tigra.
- Noviembre: Bucaramanga, Festival Luis A. Calvo de Música Andina; San Andrés, Ferias y Fiestas comercial, ganadera y equina; Socorro, Feria Comercial, Ganadera y Equina.
- Diciembre: San Gil, Concurso de Música Guane de Oro; Concepción, Fiesta de la Inmaculada Concepción.

## Turismo
El departamento de Santander cuenta con diversos sitios para desarrollar el turismo, en cada uno de sus municipios se podría afirmar que existe un lugar turístico para visitar.
- San Gil: Municipio histórico y capital turística de Santander en el que predomina el deporte de aventura, destacándose como práctica el canotaje por el Río Fonce, que termina en el Malecón Cacique Guanentá. Reporta grandes cantidades de turistas del interior de país y extranjeros, por lo que es considerado el mayor destino turístico en los Santanderes. En temporadas altas la capacidad hotelera no da abasto a la gran cantidad de turistas, por lo que los visitantes se hospedan en municipios aledaños.

- Socorro: Municipio rico en historia. Es considerado la 'Cuna de la Libertad de América' por los hechos históricos de 1781 con la Revolución de los Comuneros y luego por los brotes de iniciales para la Independencia de Colombia en 1810. En el casco urbano están diferentes edificaciones que evocan estos acontecimientos. La catedral es la tercera más alta del país y la más alta en piedra labrada. Hoy en día hay nuevos restaurantes que están impulsando una nueva tendencia gastronómica en la región y atrayendo el turismo.

- Páramo: Municipio rico en atractivos turísticos, entre los que sobresalen las cascadas de Juan Curí, la Virgen de la Salud y la cueva del Indio.

- Barichara: Municipio que conserva su arquitectura original colonial, declarado patrimonio histórico y único lugar de Colombia que mantuvo la tradicional técnica de construcción en tierra.

- Guadalupe: Municipio de la provincia Comunera. Recientemente cumplió 300 años de existencia, es sede del Santuario Diocesano de Nuestra Señora de Guadalupe. La localidad se caracteriza por ser un centro religioso importante en la región, además por sus inigualables paisajes verdes, un entorno único en el departamento. Posee una gran riqueza en atractivos naturales, como el Pozo de la Gloria, la Quebrada de las Gachas (apta para los amantes de la caminata y la aventura y llena de "jacuzzis" naturales), el balneario de El Salitre, La Cascada de la Llanera, La Cascada de la Chorrera (que marca el límite entre Guadalupe y Suaita), las cuevas de El Berraco, El Perico, Los Aviones, asimismo, "Las Juntas" del río Suárez y el Oibita y La Piedra del Sapo, entre otros lugares de interés turístico.

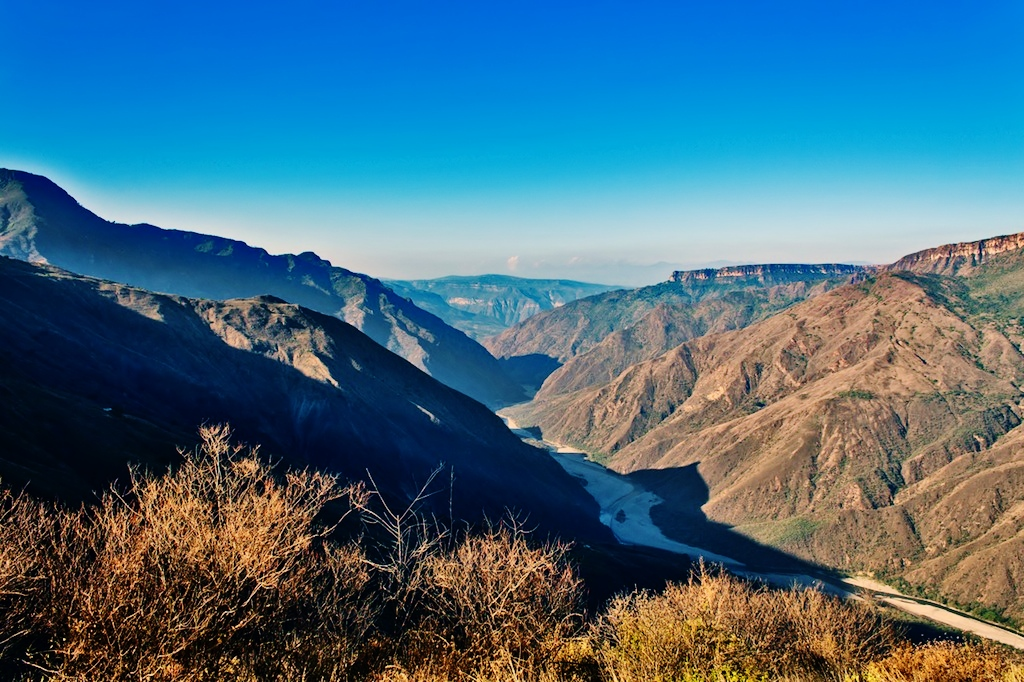
Cañón del Chicamocha.

- Cañón del Chicamocha: es uno de los principales atractivos de la región, el cual comprende una zona montañosa por donde pasan y se unen los ríos Fonce y Suárez y se unen fallas geológicas que están en el lugar. El Cañón del Chicamocha cuenta con un parque turístico llamado parque Nacional del Chicamocha construido e inaugurado en diciembre de 2006.
- Simacota: municipio situado a 14 km de El Socorro, ubicado a su vez, sobre la carretera Bogotá-Bucaramanga. Simacota está ubicada entre el Valle del Río Suárez y la Cordillera de los Cobardes, lo que proporciona un paisaje privilegiado. Su fundación data de hace 270 años. Las calles y su iglesia principal son de piedra, así como algunas casonas de arquitectura colonial. Existe un balneario de aguas naturales, cascadas en donde se puede hacer escalada, también cuevas y hay la posibilidad de realizar canotaje en los rápidos del río Suárez. El Manifiesto de la Revolución Comunera fue escrito por Fray Ciriaco de Archila, oriundo de Simacota, en este municipio también se presenta la primera revuelta dentro del marco de la Revolución de Los Comuneros, que se llamó Revolución de los Magnates de la Plazoleta.

- San José de Suaita: cuna de la industria en Colombia y reserva ecológica del Sur de Santander. Ubicada a 14 km de Suaita, es dueña de las mejores vistas paisajistas del departamento, en especial por la Cascada de Los Caballeros.

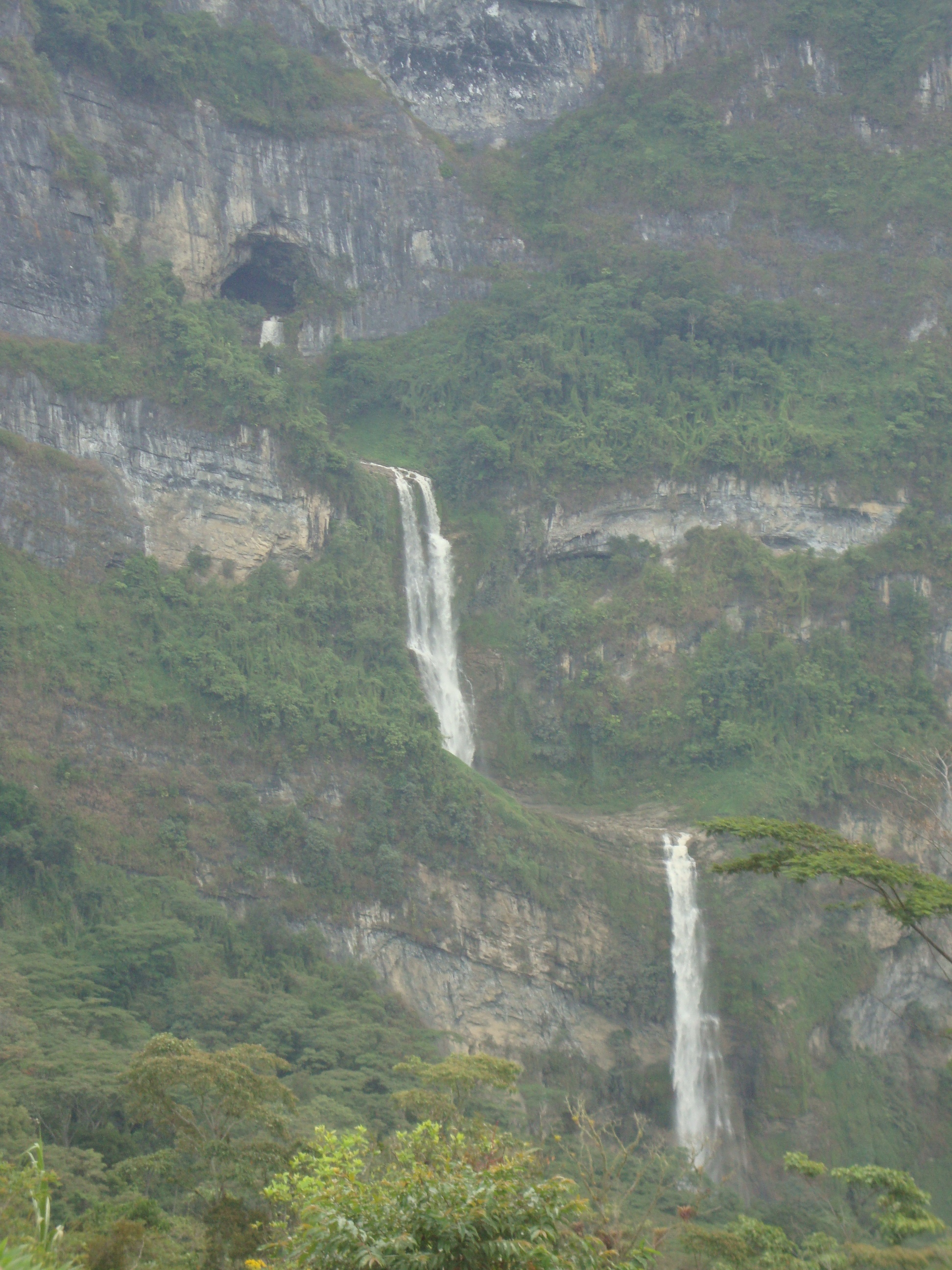
Ventanas de Tizquisoque en Florián.

- San Juan de Girón: Localizado dentro del área metropolitana de Bucaramanga posee una conservada arquitectura colonial en su centro histórico debido a un pasado próspero ligado al río de Oro y al tabaco que lo convirtieron en una de las ciudades más importantes de la región en la época colonial.

- Barrancabermeja: la capital petrolera de Colombia es el puerto más importante sobre el Magdalena medio y posee numerosos atractivos como el Cristo petrolero, la refinería más grande de Colombia y el museo del petróleo.

- Barbosa: llamada "Puerta de oro de Santander", su privilegiada ubicación geográfica, su valle vistoso a orillas del río Suárez, le han permitido constituirse en el centro neurálgico de una extensa región y los caminos que confluyen en ella la han convertido en paso obligado y uno de los municipios más pujantes del departamento, su fiesta más conocida es el Festival del río Suárez.

- Vélez: la capital folclórica de Colombia es famosa por su iglesia atravesada, y por su producto insignia los bocadillos, elaborados con pulpa de guayaba, es un centro cultural muy importante para el departamento, allí se celebra el festival de la Guabina y el Tiple, cada año el primer fin de semana del mes de agosto, fiesta de gran colorido, en la que concursan los mejores intérpretes del requinto y el tiple del país.